# Cosmo Lang
Pour les articles homonymes, voir Lang.
William Cosmo Gordon Lang, né le 31 octobre 1864 à Fyvie et mort le 5 décembre 1945 à Kew, est un ecclésiastique anglican britannique d'origine écossaise. Il a successivement occupé les postes d'archevêque d'York (1908-1928) et d'archevêque de Cantorbéry (1928-1942).
Fils d'un pasteur de l'Église d'Écosse, Cosmo Lang abandonne ses ambitions politiques pour devenir prêtre dans l'Église d'Angleterre. Il est ordonné en 1890 et commence sa carrière comme diacre dans les quartiers pauvres de Leeds et de Portsmouth. En 1901, il est nommé évêque suffragant de Stepney, à Londres, où il continue à œuvrer auprès des classes populaires tout en servant comme chanoine à la cathédrale Saint-Paul.
Malgré son statut relativement mineur de suffragant, Lang devient archevêque d'York en 1908, dix-huit années seulement après son ordination – un record dans l'histoire récente de l'Église d'Angleterre. Il adopte une position dans l'ensemble anglo-catholique, avec une dose de protestantisme libéral. Entré à la Chambre des lords comme Lord Spirituel, il sème le désarroi dans les milieux traditionalistes en s'élevant, puis en votant contre la proposition de rejet du People's Budget de David Lloyd George. Il se défait cependant de ce radicalisme par la suite.
Au début de la Première Guerre mondiale, un discours de Lang est jugé trop pro-allemand et suscite des critiques virulentes, qui ont peut-être contribué à la prise d'âge rapide de l'archevêque durant les années de guerre. Après la fin du conflit, il se fait le champion de l'union des Églises et soutient un « Appel à tous les chrétiens » durant la conférence de Lambeth de 1920. Il soutient également des propositions controversées de réformes du Livre de la prière commune, mais ne poursuit pas ces projets après son arrivée à Cantorbéry.
Cosmo Lang devient archevêque de Cantorbéry en 1928. Il condamne l'invasion de l'Abyssinie par l'Italie et l'antisémitisme européen, mais soutient la politique d'apaisement du gouvernement britannique. Lors de la crise d'abdication d'Édouard VIII, il adopte une position morale rigoureuse, jugée peu compatissante à l'égard de l'ex-roi. Il préside au couronnement de George VI l'année suivante.
Lang prend sa retraite en 1942. Nommé baron Lang de Lambeth, il continue à assister aux sessions de la Chambre des lords jusqu'à sa mort, trois ans plus tard. À la fin de sa vie, il estime n'avoir pas été à la hauteur de ses critères moraux, mais son énergie, son efficacité et son engagement ont été salués par la postérité.

## Les années formatrices

### Enfance

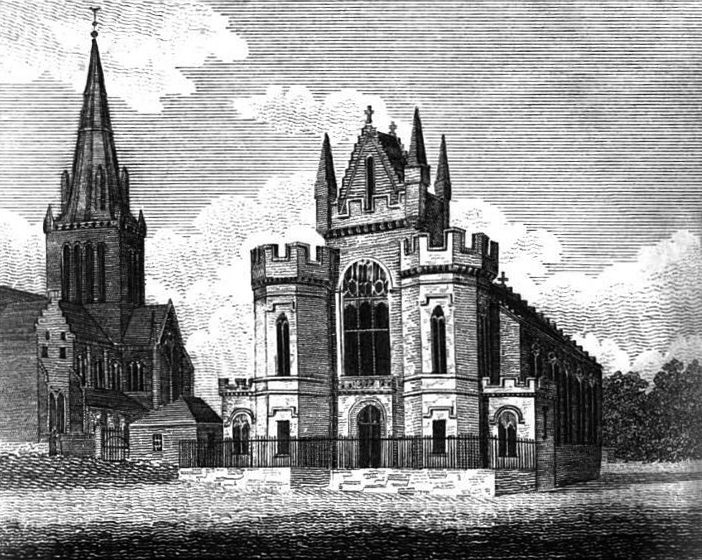
Le père de Cosmo Lang est nommé pasteur de Barony Church de Glasgow en 1873.

Cosmo Gordon Lang naît le 31 octobre 1864 à la manse de Fyvie, dans l'Aberdeenshire. Il est le troisième fils du révérend John Marshall Lang, pasteur de l'Église d'Écosse, et de sa femme Hannah Agnes Lang. L'enfant est baptisé à l'église de Fyvie par un pasteur du voisinage. C'est à cette occasion qu'il reçoit par erreur le prénom « William », peut-être à la suite d'une confusion avec le laird William Cosmo Gordon. Il utilisera très peu ce troisième prénom. Après la nomination de John Lang comme pasteur dans le district d'Anderston, la famille Lang part vivre à Glasgow en janvier 1865. Trois ans plus tard, elle déménage à nouveau pour Morningside, un quartier d'Édimbourg, avant de revenir à Glasgow lorsque John Lang est nommé pasteur de Barony Church en 1873.
Lang fait sa scolarité à l'école de Park School. Il y remporte un prix pour une rédaction de littérature anglaise et joue à l'occasion au football, mais dans l'ensemble, il se rappelle par la suite « ne jamais avoir été très intéressé par [l'école] ». Les vacances sont l'occasion de visiter différentes parties de l'Écosse, notamment l'Argyll où Lang retourne fréquemment par la suite. Il réussit son examen de matriculation en 1878 et entre à l'université de Glasgow à l'automne, malgré son jeune âge – il n'a que quatorze ans.

### Glasgow
À Glasgow, Lang compte parmi ses professeurs quelques-uns des plus brillants esprits de l'Écosse : le classiciste Richard Claverhouse Jebb, le physicien William Thomson (futur Lord Kelvin) et le philosophe Edward Caird. Par la suite, Lang notera à quel point certains de ces éminents personnages étaient incapables de maîtriser « ces rustres écossais qui constituaient la majeure partie de leurs étudiants », et exprimera son regret de ne pas avoir su développer ses connaissances en mathématiques. Parmi ses enseignants, c'est Caird qui influence le plus profondément le jeune Lang, et suscite « le premier véritable éveil » de son esprit. Un jour qu'il traverse Kelvingrove Park, il est frappé par cette soudaine conviction : « L'Univers est un, et son Unité et sa Réalité ultime sont Dieu ! »
Lang fait son premier voyage hors d'Écosse en 1881 : il se rend à Londres pour assister à un sermon du théologien Henry Parry Liddon à la cathédrale Saint-Paul. Il a également l'occasion d'écouter débattre William Ewart Gladstone et Joseph Chamberlain à la Chambre des communes. La même année, il rend visite à un ami étudiant à Cambridge, et découvrir la chapelle de King's College le convainc d'y poursuivre ses études. Il passe l'examen d'entrée en janvier 1882, mais son enthousiasme est douché lorsqu'il apprend que les mathématiques constitueront l'une de ses matières d'évaluation. Il se rabat sur Balliol College, à l'université d'Oxford, où il est accepté. Il termine ses études à Glasgow en décrochant un Master of Arts, ainsi que des récompenses pour des dissertations en politique et en histoire religieuse.

### Oxford

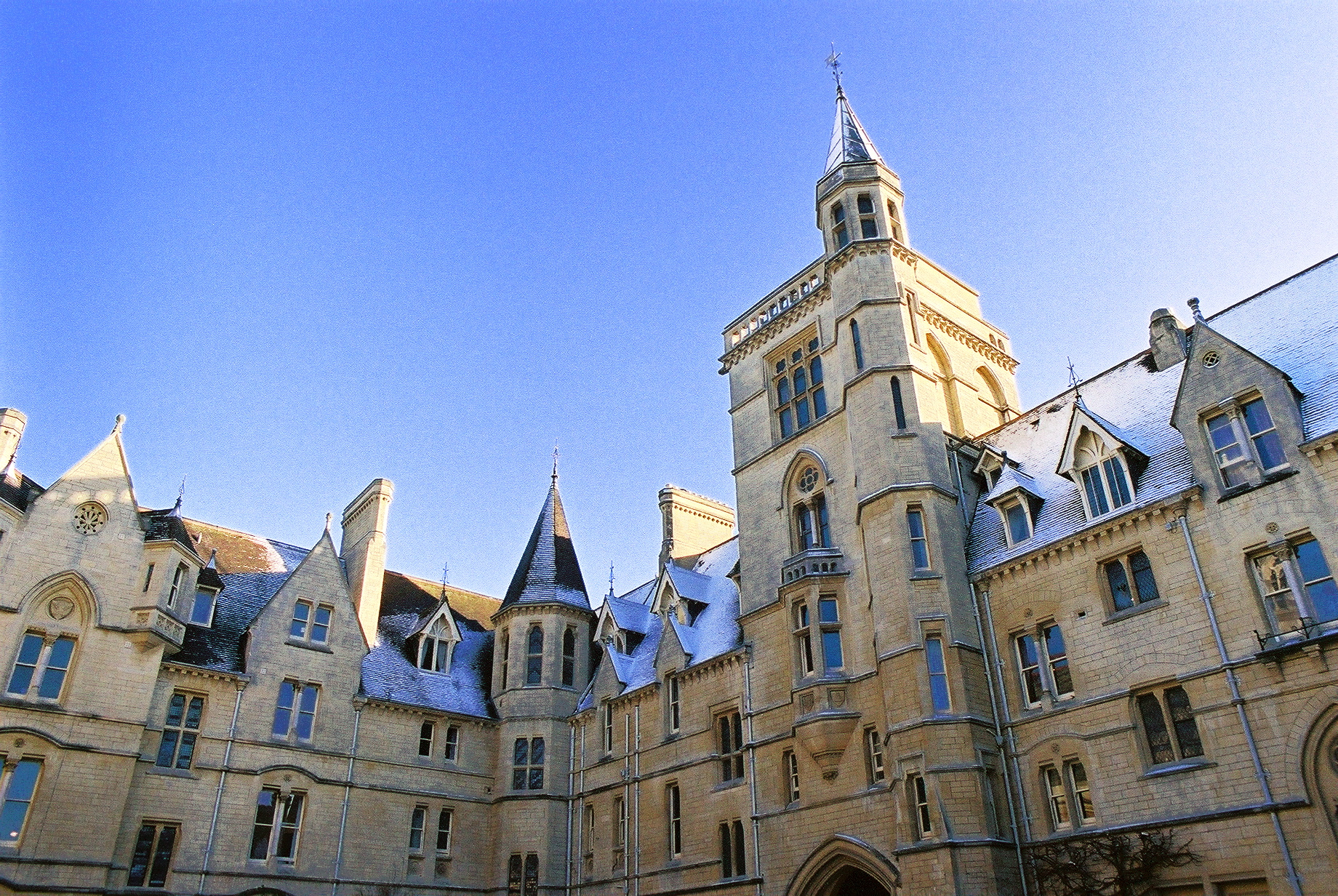
Lang étudie à Balliol College de 1882 à 1886.

Cosmo Lang entre à Balliol College en octobre 1882. Au terme de son premier semestre, il décroche la bourse Brakenbury, « le ruban bleu des bourses universitaires des Îles Britanniques » selon son biographe J. G. Lockhart. Il prononce son premier discours à l'Oxford Union en février 1883, une argumentation contre la séparation de l'Église et de l'État en Écosse. Ce premier discours est bien accueilli : le secrétaire du club le compare à Démosthène. Lang devient président du club en 1883 et participe à la fondation de l'Oxford University Dramatic Society l'année suivante,.
Bien que Lang se considère comme un progressiste, il adhère au Canning Club, le principal club conservateur de l'université, et en devient le secrétaire. Son contemporain Robert Cecil se rappelle que les idées « progressistes » de Lang étaient plutôt mal vues des Tories traditionalistes, mais qu'ils respectaient son talent. Après avoir assisté à un sermon du vicaire de Whitechapel Samuel Augustus Barnett, Lang participe par la suite à la fondation du centre social de Toynbee Hall, dans l'East End londonien, et en devient l'un des premiers secrétaires étudiants. Il s'y implique tellement qu'il en néglige ses études au point d'être blâmé par Benjamin Jowett, le Maître de Balliol. Lang obtient son diplôme en 1886, avec les first-class honours en histoire, mais il échoue à obtenir une place de fellow à All Souls College, à cause de l'éducation médiocre reçue à Glasgow selon lui.

### Vers l'ordination

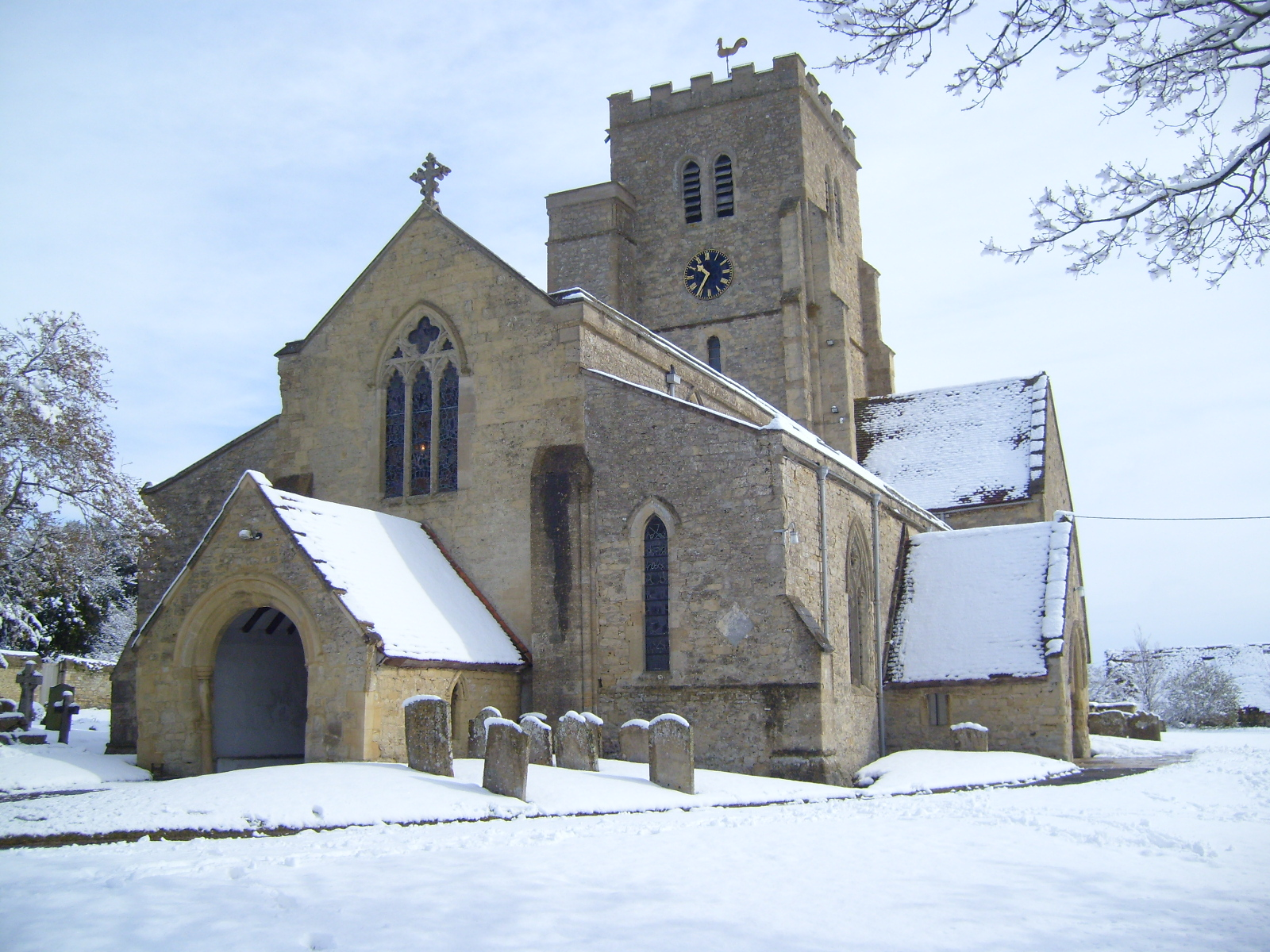
Cosmo Lang découvre sa vocation à l'église paroissiale de Cuddesdon en 1889.

À l'origine, Cosmo Lang souhaite faire carrière dans le domaine juridique, afin d'entrer en politique et de devenir ministre dans un gouvernement conservateur. Il entame des études de droit en 1887 chez le futur procureur général William Robson, dont « le radicalisme véhément constitue une motivation et un contrepoint parfaits au conservatisme libéral » de Lang. Lang se désintéresse de la religion durant cette période, mais il continue à aller à l'église par « respect héréditaire » (« hereditary respect »), selon sa propre expression. Il assiste à la messe à l'église non-conformiste de City Temple, et parfois à la cathédrale Saint-Paul. « Je dois avouer avoir parfois frayé avec ces tentations extérieures que notre très chrétienne Londres étale à la vue des jeunes garçons », confessera-t-il par la suite.
Lang devient fellow à All Souls en octobre 1888, et partage dès lors son temps entre Londres et Oxford. À Oxford, plusieurs de ses amis préparent leur ordination, et Lang se retrouve souvent impliqué dans leurs conversations, et il finit par envisager à son tour cette carrière. La révélation lui vient un dimanche soir du printemps 1889, alors qu'il assiste à une messe à l'église paroissiale de Cuddesdon. Il se rappelle avoir entendu « une voix intérieure autoritaire » qui lui dit : « On te demande. On t'appelle. Tu dois obéir. » Il rompt aussitôt tout contact avec le barreau, renonce à ses ambitions politiques et s'inscrit au séminaire de Cuddesdon College. Grâce à l'un de ses contacts à All Souls, il obtient que sa confirmation dans l'Église d'Angleterre soit supervisée par l'évêque de Lincoln Edward King. Son père est déçu par sa conversion à l'anglicanisme et son désir de devenir prêtre, mais il lui écrit : « Nous accepterons ce que tu penses, avec dévotion et solennité, devoir faire. »

## Premières armes

### Leeds

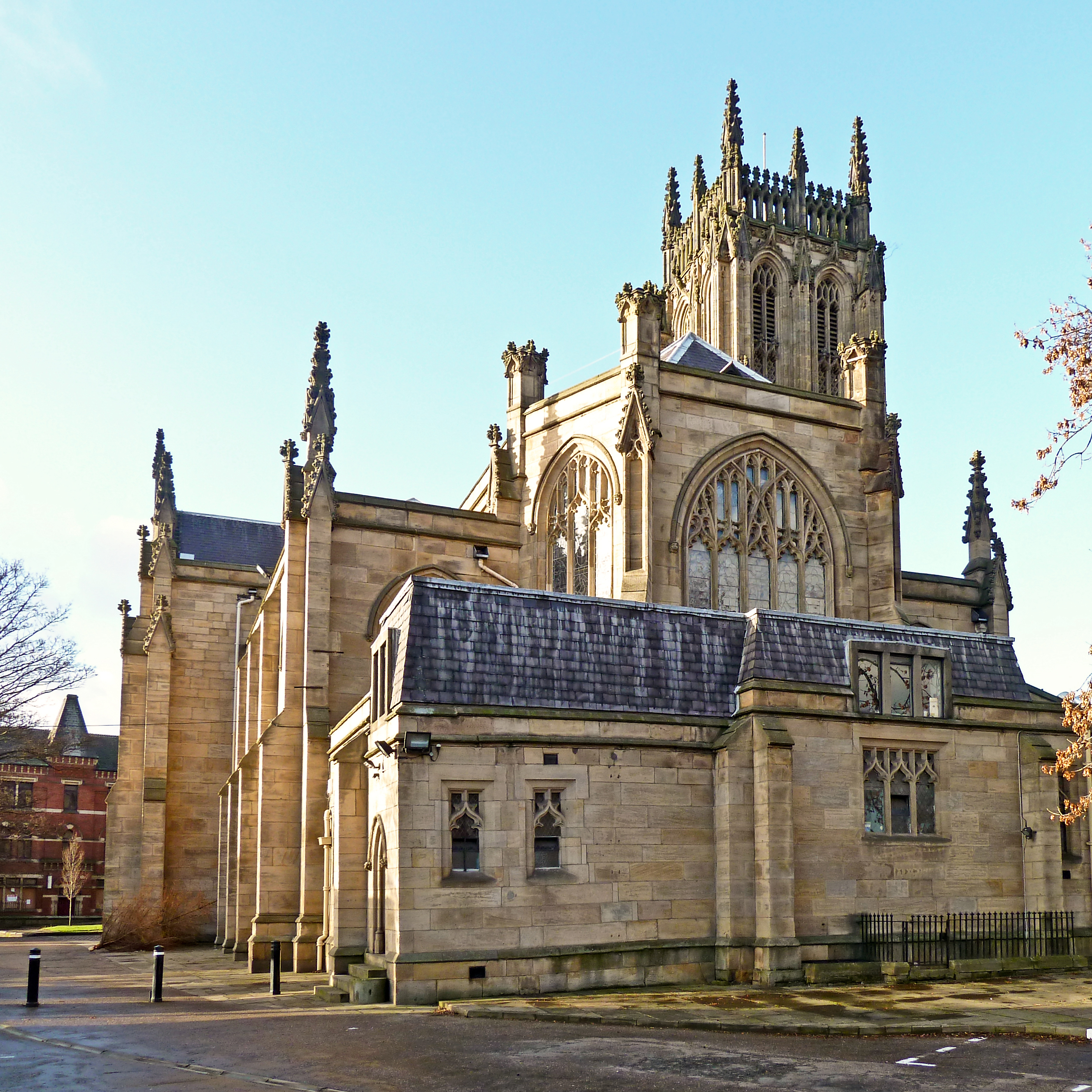
L'église de Leeds.

Cosmo Lang est ordonné diacre après une année d'études à Cuddesdon. Souhaitant être actif dans une paroisse difficile, il repousse l'offre de devenir chapelain de All Souls. Il s'identifie à la tradition anglo-catholique de l'Église d'Angleterre, en partie en réaction à son éducation évangélique au sein de l'Église d'Écosse. Ses idées se rapprochent particulièrement de la branche progressiste de l'anglo-catholicisme, telle qu'elle apparaît dans les articles Lux Mundi, publiés en 1888 par un groupe de théologiens progressistes d'Oxford. L'un d'eux, Edward Stuart Talbot, est devenu vicaire de l'église paroissiale de Leeds en 1889, et Lang s'empresse d'accepter l'offre d'une cure sous les ordres de Talbot. Il arrive à Leeds à l'automne 1890
L'église de Leeds, reconstruite en 1841, est presque de la taille d'une cathédrale, et commande une vaste paroisse dirigée par de nombreux curés. Le district échu à Lang est celui de Kirkgate, l'un des quartiers les plus pauvres de la ville, peuplé de 2 000 habitants dont beaucoup de prostituées. Lang et ses collègues convertissent un ancien pub en presbytère. Lui-même s'installe peu après dans un bâtiment condamné où il réside jusqu'à la fin de son service à Leeds. Outre les tâches qui lui incombent, Lang remplace brièvement le principal du séminaire de Leeds, sert de chapelain à l'hôpital de la ville et dirige un club masculin comptant une centaine de membres. Il est ordonné prêtre à part entière le 24 mai 1891.
Lang retourne de temps en temps à Oxford lorsqu'il le peut. En juin 1893, lors d'une visite à All Souls, le poste de Dean of Divinity de Magdalen College lui est proposé. Parmi toutes les propositions qui s'offrent à lui (l'évêque Ernest Wilberforce veut faire de lui le vicaire de la cathédrale de Newcastle, tandis que Benjamin Jowett lui propose d'enseigner la théologie à Balliol College), Lang choisit Magdalen : l'idée d'être responsable de jeunes hommes susceptibles de s'élever à de hautes conditions le séduit. Il quitte Leeds en octobre 1893, non sans regrets toutefois.

### Magdalen College
Les responsabilités du Dean of Divinity comprennent la cure pastorale, ainsi que la supervision de la chapelle et de son chœur. Cette dernière tâche enchante Lang : il souhaite tellement obtenir un son parfait qu'il demande aux visiteurs de « rejoindre le service en silence ». En 1894, une nouvelle charge de travail vient s'ajouter aux responsabilités de Lang sous la forme du vicariat de l'église St Mary the Virgin. Il y restaure un service régulier, choisit avec soin les personnes qu'il y invite à prêcher, et reconstitue ainsi peu à peu la congrégation.
Ne se jugeant pas encore prêt à quitter Oxford, Lang décline en décembre 1895 l'offre du vicariat de Portsea, une grande paroisse au sein de la ville de Portsmouth. Quelques mois plus tard, des arrière-pensées lui viennent : ses doubles responsabilités commencent à lui peser, et « l'idée de cette grande paroisse et de ce travail à faire troublait ma conscience ». En apprenant que le poste est toujours disponible, il décide d'accepter l'offre, non sans scrupules.

### Portsea
La paroisse de Portsea compte environ 40 000 habitants. Elle couvre une grande partie de la ville de Portsmouth, allant de quartiers prospères aux plus misérables taudis. L'église paroissiale, récemment reconstruite, compte plus de 2 000 places. Cosmo Lang arrive sur place en juin 1896 pour chapeauter les efforts de la douzaine de prêtres qui régissent les cinq districts de la paroisse. Il ne tarde pas à reproduire le travail déjà accompli à Leeds, supervisant notamment la construction d'une grande salle de conférences destinée à devenir le centre des activités paroissiales. Il établit également des conseils paroissiaux, bien avant que ces derniers reçoivent un statut légal en 1919. Lang ne se limite pas à ses activités paroissiales : il occupe le poste de chapelain à la prison locale et assure la même fonction au sein du 2e Corps de volontaires de la Royal Artillery du Hampshire. Pour l'historien Adrian Hastings, le passage de Lang à Portsea est un exemple de « pastoralisme professionnel remarquablement discipliné ».
Lang entretient des relations essentiellement professionnelles avec ses subordonnés. Les ambitions qu'il nourrit ne leur ont pas échappé, et ils estiment parfois qu'il passe trop de temps hors de sa paroisse, notamment à All Souls, mais ils admirent néanmoins son efficacité et ses talents oratoires. Lang semble avoir visé de hautes charges très tôt : lors d'une discussion avec ses subordonnés, il se serait amusé à écrire la signature « Cosmo Cantuar », comme s'il était l'archevêque de Cantorbéry. En janvier 1898, la reine Victoria l'invite à prêcher dans sa demeure d'Osborne House, sur l'île de Wight. Après son sermon, la reine lui suggère de se marier, mais Lang répond qu'il n'en a pas les moyens. Il revient à plusieurs reprises à Osborne House, et devient chapelain honoraire de la reine en janvier 1899. Lang restera proche de la famille royale jusqu'à sa mort. En janvier 1901, il participe aux funérailles de Victoria en sa qualité de chapelain de la reine défunte.

## Évêque et chanoine
Cosmo Lang est nommé évêque suffragant de Stepney et chanoine à la cathédrale Saint-Paul de Londres en mars 1901, ce qui témoigne de sa réputation grandissante, et que ses efforts dans les paroisses ouvrières ont été remarqués et appréciés. Il est sacré évêque par Frederick Temple à la cathédrale Saint-Paul le 1er mai.

### Stepney

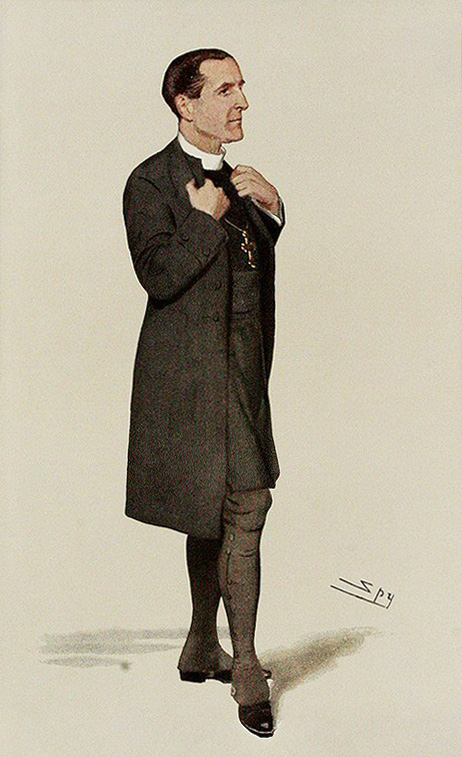
A Bishop of Decision : caricature de l'évêque de Stepney Cosmo Lang par Spy parue dans Vanity Fair en 1906.

Au sein du diocèse de Londres, l'évêché de Stepney couvre la totalité de l'East End, avec deux millions d'habitants répartis sur plus de deux cents paroisses. L'immense majorité de la population est pauvre, et vit dans des taudis surpeuplés. Lang connaît le district depuis l'époque où il travaillait à Toynbee Hall, et la pauvreté qui y règne trouble sa conscience.
Avec ses opinions conservatrices, mais libérales, Lang s'associe sans peine avec des dirigeants socialistes comme les maires successifs du quartier de Poplar, Will Crooks (en) et George Lansbury – il parvient par ailleurs à ramener ce dernier dans le giron de l'Église. En 1905, Lang et Lansbury rejoignent le Central London Unemployed Body, un organisme gouvernemental destiné à lutter contre le chômage dans la région. La même année, Lang engage un assistant personnel : Dick Sheppard, un diplômé de Cambridge qui deviendra son confident.
Lang prononce des sermons dans des paroisses plus riches dans tout le Sud de l'Angleterre, incitant les fidèles à donner au East London Church Fund pour venir en aide aux travailleurs laïcs et religieux dans les districts les plus pauvres. Il prêche également dans l'armée, et devient chapelain honoraire du régiment City of London Yeomanry (Rough Riders) (en) en 1907. Il devient président de la Church of England Men's Society, fondée en 1899 à travers la fusion de plusieurs organisations similaires. Elle se développe rapidement sous sa direction et finit par compter plus de 20 000 membres dans 600 branches. Par la suite, il critiquera l'incapacité de l'Église à utiliser efficacement ce mouvement, une opportunité manquée selon lui.

### Saint-Paul
En tant que chanoine de la cathédrale Saint-Paul, Cosmo Lang doit y passer trois mois chaque année en résidence, pour y accomplir des tâches administratives et cléricales. Il est également nommé trésorier de la cathédrale. L'étudiant William Temple, son futur successeur à York, puis à Cantorbéry, est marqué par ses sermons du dimanche après-midi à la cathédrale. Il observe que les sermons de Lang font naître un plaisir plus intellectuel qu'émotionnel, contrairement à ceux de l'évêque de Londres. En tant que membre de l'administration de la cathédrale, Lang participe à l'organisation d'événements extraordinaires, comme la cérémonie d'action de grâce qui suit la guérison du roi Édouard VII en juillet 1902.

## Archevêque d'York

### Nomination
Cosmo Lang apprend à l'automne 1908 qu'il a été nommé évêque de Montréal. Des lettres du gouverneur général du Canada et du haut-commissaire canadien le pressent d'accepter, mais l'archevêque de Cantorbéry lui demande de refuser,. Quelques semaines plus tard, une lettre du Premier ministre Herbert Henry Asquith informe Lang de sa nomination à l'archevêque d'York. Il n'a alors que 44 ans, et aucune expérience comme évêque diocésain. Selon le Church Times (en), Asquith aurait choisi à dessein le plus jeune candidat possible, en réaction au fort lobbying politique en faveur de John Percival, le vieil évêque de Hereford. Une telle promotion est sans équivalent dans l'histoire récente de l'Église d'Angleterre. Hensley Henson, ami de Lang et futur évêque de Durham, lui écrit : « Bien entendu, cela m'étonne que tu ailles droit à l'archevêché […] Mais tu es trop fulgurant pour suivre les exemples du passé. » La nomination de Lang est bien accueillie, bien que la Protestant Truth Society (en) tente en vain d'empêcher sa confirmation : adversaires farouches des pratiques anglo-catholiques, ils affirment que durant son passage à Stepney, Lang a « délibérément encouragé et participé à des violations flagrantes de la loi sur les rituels ecclésiastiques ».

### Premières années
Lang est intronisé le 25 janvier 1909 en la cathédrale d'York. Dix-huit ans seulement après son ordination, il est devenu le no 2 de l'Église d'Angleterre. Il se retrouve à la tête du diocèse d'York, mais aussi de la totalité de la province d'York. Jugeant son diocèse trop vaste, il propose la création d'un diocèse de Sheffield, qui voit le jour à la Pentecôte 1914.
En sa qualité d'archevêque d'York, Lang siège également à la Chambre des lords à partir de février 1909. Il s'exprime dans de nombreux débats sociaux et économiques, et soutient l'amélioration des conditions de travail. Son premier discours à la Chambre, en novembre, est en faveur du People's Budget, une mesure controversée que les Lords s'apprêtent à rejeter. Il lui vaut une réprimande de la part de Lord Curzon, leader des conservateurs à la Chambre. Malgré cela, Lang reste avant tout un conservateur : il vote contre le Government of Ireland Act 1914 (en) et s'oppose à la libéralisation du divorce. Il joue un rôle important dans le couronnement du roi George V, en 1911, et se rapproche toujours plus de la famille royale, au point qu'on le dit « davantage courtisan que clerc ». Sa passion pour le cérémonial, et le soin qu'il apporte à son apparence et à son mode de vie, masque d'autres aspects de son ministère : au lieu de jouer le rôle de l'évêque du peuple, il se comporte comme un « prince ecclésiastique », selon l'expression d'Alan Wilkinson.

### La Première Guerre mondiale

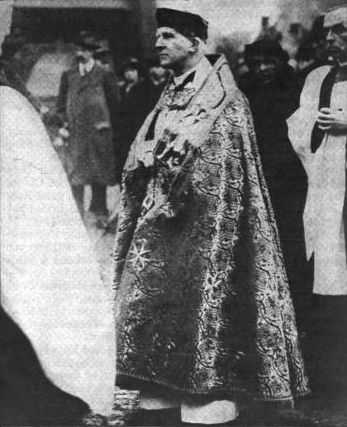
Cosmo Lang célèbre l'issue de la bataille de Jérusalem le 11 janvier 1918.

Lorsque la Première Guerre mondiale éclate, en août 1914, Lang estime que le conflit est juste, et participe à des campagnes de recrutement dans sa province ecclésiastique. Il s'élève contre la propagande anti-allemande à outrance dans un discours à York en novembre, rappelant le « souvenir sacré » du Kaiser s'agenouillant auprès du roi Édouard VII devant le cercueil de la reine Victoria. Il est aussitôt taxé d'opinions pro-allemandes, dans ce qu'il décrira par la suite comme « une grêle de dénonciations ». Cette période difficile, ajoutée à une calvitie naissante, altère en profondeur l'apparence de l'archevêque : son allure encore juvénile laisse place à un homme chauve et âgé. Ses amis sont choqués, tandis que le roi aurait éclaté de rire en le croisant dans la suite royale.
L'hostilité à l'encontre de l'archevêque ne disparaît pas, et refait surface périodiquement tout au long du conflit. Il continue cependant à œuvrer pour l'effort de guerre, en visitant la Grand Fleet et les soldats sur le Front de l'Ouest. Après la prise de Jérusalem par l'Egyptian Expeditionary Force en décembre 1917, Lang dirige une messe de célébration le 11 janvier 1918 à Clerkenwell, en sa qualité de prélat du très vénérable ordre de Saint-Jean.
Au début de l'année 1918, Lang se rend aux États-Unis sur l'invitation de l'Église épiscopale américaine. Il salue la contribution américaine à l'effort de guerre. Selon la Westminster Gazette, il s'agit d'« une des visites les plus émouvantes et mémorables d'un Anglais  [sic] aux États-Unis ».

### Après la guerre
Dans les années 1920, Lang se consacre à l'union des églises. Lors de la sixième conférence de Lambeth, qu'il préside, il promeut un « Appel à tous les chrétiens », « l'un des rares documents historiques à ne pas sombrer dans l'oubli » selon Hastings. Cet appel, qui s'achève sur les mots « nous […] demandons à tous de s'unir dans un grand et nouvel effort de redressement, qui manifestera au monde l'unité du Corps du Christ pour laquelle Il a prié », est adopté à l'unanimité comme Résolution 9 de la conférence. Malgré un accueil positif de la part des Églises libres, l'union entre les églises épiscopales et non-épiscopales ne connaît pas de développement concret. L'initiative de Lang reste donc à l'état abstrait, mais elle est désormais considérée comme le premier pas dans une série de progrès œcuméniques accomplis par les générations suivantes,.
Lang approuve les conversations de Malines de 1921-1926, sans y participer lui-même. Ces réunions officieuses entre anglo-catholiques britanniques et catholiques réformistes européens, qui se déroulent avec la bénédiction de l'archevêque de Cantorbéry Randall Davidson, s'intéressent à la possibilité d'une réunion des communions romaine et anglicane. L'opposition farouche des ultramontains catholiques entraîne leur abandon. Il est possible que ces conversations aient donné naissance à l'opposition à la révision du Livre de la prière commune. Soutenue par Lang, cette révision se veut conciliante à l'égard des pratiques anglo-catholiques, et elle est approuvée par le Synode général de l'Église d'Angleterre, ainsi que par la Chambre des lords. En revanche, elle est rejetée à deux reprises par la Chambre des communes, en décembre 1927, puis en juin 1928, en partie à cause de l'opposition de William Joynson-Hicks, secrétaire d'État à l'Intérieur et farouche évangéliste,. Lang, profondément déçu, écrit : « des courants de convictions protestantes, de soupçons, de peurs et de préjugés protestants ont submergé la Chambre et finalement prévalu ».
Le 26 avril 1923, Lang reçoit la Royal Victorian Chain des mains du roi Georges V. Après le mariage du duc d'York, il se lie d'amitié avec la duchesse ; ils resteront proches jusqu'à sa mort. Il baptise la princesse Élisabeth, future Élisabeth II, dans la chapelle privée du palais de Buckingham en 1926. En janvier 1927, il est au cœur des cérémonies commémorant le 1 300e anniversaire de la cathédrale d'York.

## Archevêque de Cantorbéry

### Accomplissements

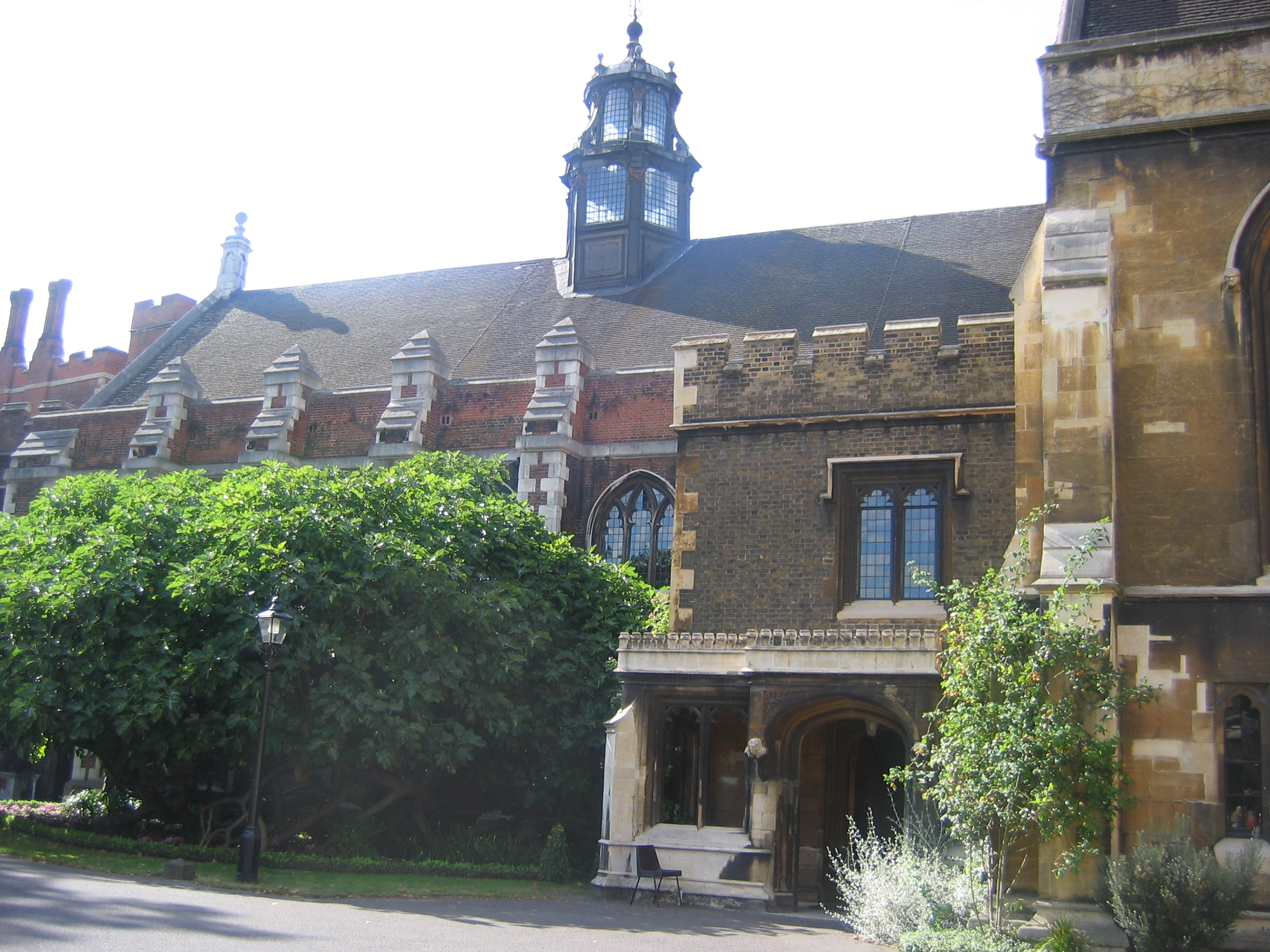
Lambeth Palace.

Le 26 juillet 1928, quelques jours après la démission de l'archevêque Davidson, le Premier ministre Stanley Baldwin apprend à Cosmo Lang qu'il a été choisi pour lui succéder. Il est sacré le 4 décembre. C'est la première fois depuis un siècle et demi qu'un célibataire occupe ce poste. Ses trois premières années à Cantorbéry sont marquées par de fréquentes périodes de convalescence, mais il bénéficie par la suite d'une bonne santé jusqu'à la fin de ses jours,.
Lang limite la controverse entourant le Livre de prière en laissant les démarches parlementaires s'éteindre, puis il autorise l'utilisation locale du Livre rejeté avec l'accord du conseil paroissial. La question reste en sommeil jusqu'à la fin de son mandat à Cantorbéry. En 1930, il préside une conférence de Lambeth qui permet d'améliorer les relations avec les Églises orthodoxes et vieille-catholique, mais échoue à conclure un accord avec les Églises libres non-épiscopales. La conférence approuve également pour la première fois l'usage limité de moyens de contraception, une question qui n'intéresse pas Lang. Lang continue à œuvrer pour l'unité de l'Église tout au long des années 1930 : un Conseil des relations étrangères est fondé dans l'Église d'Angleterre en 1933 et échange de nombreuses visites avec diverses délégations orthodoxes, et seule la guerre vient mettre un terme à ces démarches. Son travail œcuménique atteint son sommet en 1939, avec sa visite au patriarche de Constantinople.
En 1937, la conférence d'Oxford sur l'Église et la société, à l'origine du Conseil œcuménique des Églises, produit ce que l'historien de l'Église Adrian Hastings appelle « l'approche la plus sérieuse des problèmes sociaux de la part de l'Église à ce jour », mais sans grande implication de Lang. Celui-ci ne s'identifie plus avec les pauvres, et son intérêt pour les réformes sociales a disparu depuis longtemps. À l'Assemblée ecclésiastique, son allié le plus proche est un aristocrate, Lord Hugh Cecil, au point que Hastings affirme que dans les années 1930, l'Église d'Angleterre était contrôlée « par Lang et Hugh Cecil plutôt que par le tandem Lang-Temple ». Cela n'empêche pas Lang d'entretenir de bonnes relations avec Hewlett Johnson, un prêtre pro-communiste nommé doyen de Cantorbéry en 1931.

### L'abdication d'ÉdouardVIII
Édouard VIII monte sur le trône à la mort de son père Georges V, le 20 janvier 1936. Son admiration de jeunesse pour Lang laisse place à une certaine méfiance, : il le décrit comme étant « davantage tourné vers l'accumulation de prestige et de puissance que vers les abstractions de l'âme humaine ». De son côté, Lang n'approuve guère les fréquentations du prince de Galles, et juge les valeurs de celui-ci « étrangères aux meilleurs instincts et aux meilleures traditions de son peuple ».

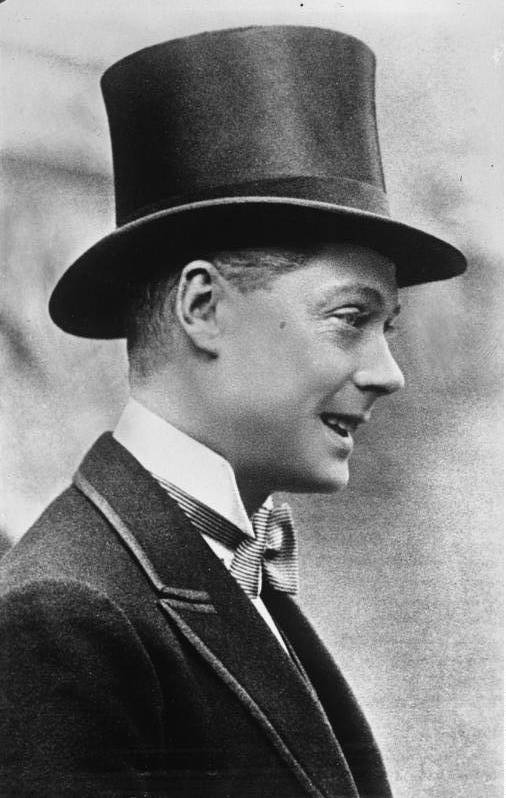
Le futur Édouard VIII en juin 1932.

L'archevêque est au courant des relations entre Édouard et Wallis Simpson, encore mariée à son deuxième époux Ernest Simpson. Les intentions du roi se précisent durant l'été : il compte épouser Simpson une fois son divorce prononcé, avant ou peu après la cérémonie du couronnement. Or, l'Église d'Angleterre, dont Édouard est le chef en tant que souverain du Royaume-Uni, interdit aux divorcés de se remarier tant que leurs anciens conjoints sont encore en vie. Lang est en proie au doute : peut-il faire prêter serment à Édouard dans de telles circonstances ? Son journal intime témoigne de son espoir que la situation change, ou qu'il parvienne à faire changer d'avis le roi, mais ce dernier refuse de le rencontrer en privé. Lang reste cependant proche de la reine-mère Marie de Teck, ainsi que du Premier ministre et du secrétaire personnel du roi. Dans ses mémoires, Édouard se rappelle avoir toujours senti peser sur lui l'ombre de l'archevêque à l'arrière-plan.
Édouard finit par choisir : il préfère abdiquer que renoncer à Wallis Simpson, et ne se laisse pas dissuader. Le 11 décembre, il cède le trône à son frère cadet George VI. Deux jours plus tard, dans un discours radiophonique, Lang déclare : « Il avait reçu une responsabilité importante et sacrée de Dieu. Pourtant, de sa propre volonté, il a […] renoncé à cette responsabilité ». Lang décrit ses raisons comme « une soif de bonheur personnel » qu'il a cherché à satisfaire « d'une façon incompatible avec le principe du mariage chrétien ». Cette allocution suscite de nombreuses critiques pour son manque de charité à l'égard de l'ex-roi. Selon Compton Mackenzie, elle a « porté un coup désastreux au sentiment religieux dans tout le pays ».
La conclusion de la crise est un franc soulagement pour Lang, qui écrit, en parlant de Georges VI : « J'étais à présent certain que les termes solennels du couronnement recevraient une réponse sincère. » Georges VI est couronné en grande pompe par l'archevêque Lang le 12 mai 1937 à l'abbaye de Westminster. Le magazine américain Time remarque : « Tout au long des trois heures de la cérémonie, ce n'est pas le roi qui a été la personne la plus importante, ni ses nobles, ni ses ministres, mais un vieux monsieur au nez aquilin, vêtu d'une chape crème et or, qui attendait le roi Georges sur un dais : son éminence le très honorable Cosmo Gordon Lang, Divinitatis Doctor, seigneur archevêque de Cantorbéry, primat de toute l'Angleterre. »

### La Seconde Guerre mondiale
Durant la Seconde Guerre mondiale, Lang se consacre à ce qu'il considère être son devoir principal : la préservation des valeurs spirituelles dans le cadre d'un conflit qu'il estime juste. Il s'oppose aux bombardements massifs, et soutient l'initiative de paix du pape. Il approuve la campagne Sword of the Spirit (en), lancée par Arthur Hinsley en 1940 pour lutter contre les tendances anti-démocratiques chez les catholiques. En mai 1941, Lambeth Palace est rendu inhabitable par les bombardements allemands. Après l'invasion de la Russie en juin 1941, Lang proclame que les Britanniques doivent considérer les Soviétiques comme des alliés, sans pour autant oublier le passé. Il entretient des relations difficiles avec le Premier ministre Winston Churchill, qui « ne connaît rien de l'Église, de sa vie, de ses besoins ou de son personnel ».

## Retraite et mort

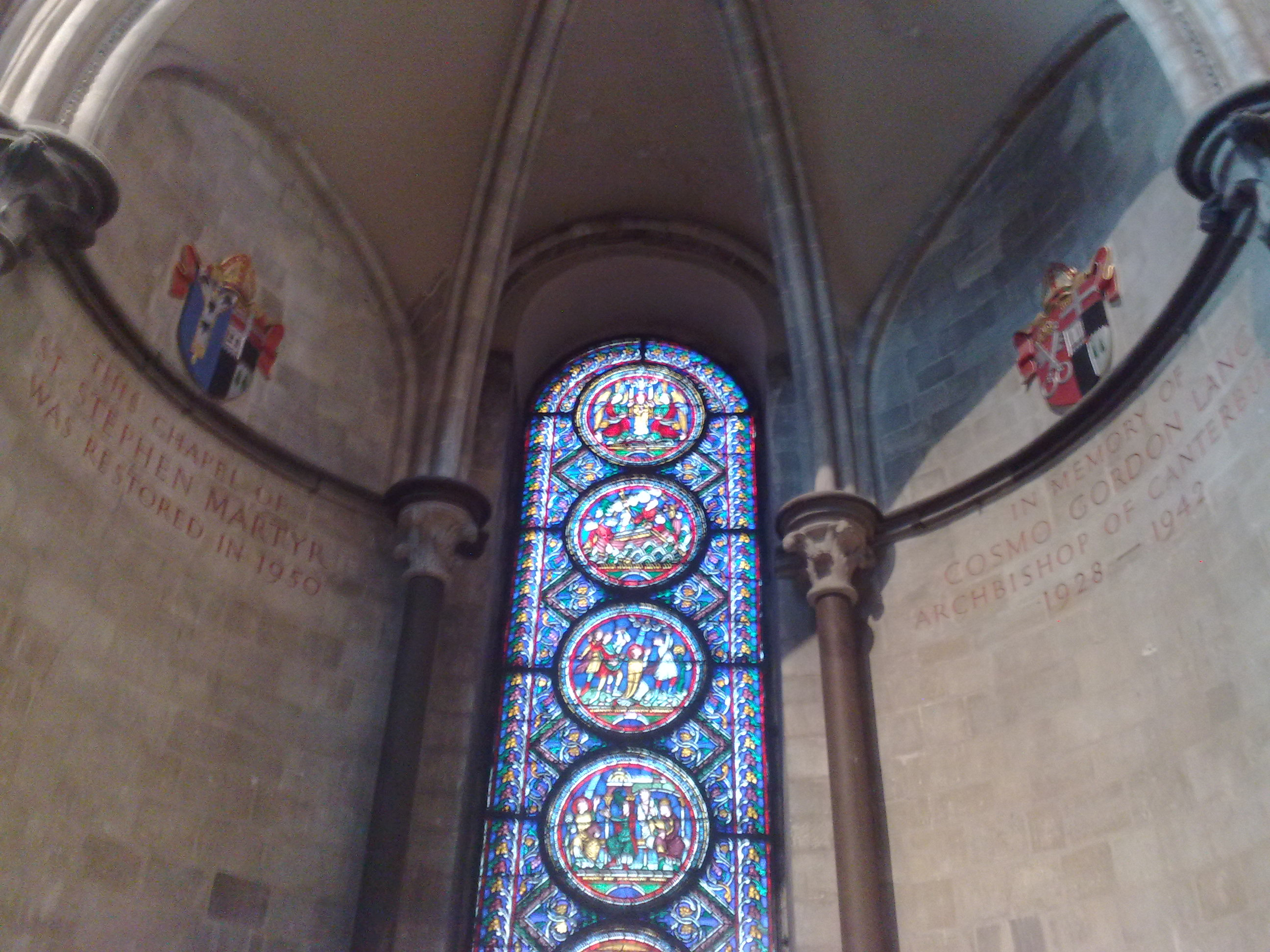
La chapelle saint-Étienne de la cathédrale de Cantorbéry est restaurée en 1950 en souvenir de Lang, dont les cendres y reposent.

Lang envisage de prendre sa retraite durant l'été 1941. Il sait qu'une conférence de Lambeth aura lieu après la guerre, « peut-être la conférence de Lambeth la plus cruciale jamais tenue », mais estime qu'il sera alors trop âgé pour la présider et souhaiterait laisser la place à quelqu'un de plus jeune, comme William Temple. Le 27 novembre, il informe le Premier ministre qu'il compte démissionner le 31 mars 1942. La confirmation de la princesse Élisabeth, le 28 mars, est sa dernière action en poste.
Après sa démission, Lang est fait baron Lang de Lambeth, dans le Surrey. Son entrée dans la pairie du Royaume-Uni lui permet de conserver sa place à la Chambre des lords, où il continue à assister régulièrement et à participer aux discussions. Il annonce ainsi son soutien au rapport Beveridge sur la sécurité sociale, et réitère son opposition aux bombardements d'oblitération. La mort inattendue de William Temple, en octobre 1944, le laisse profondément bouleversé.
Le 5 décembre 1945, Lang se rend à la station de Kew Gardens : il doit participer à un débat à la Chambre des lords sur la situation en Europe centrale. Victime d'une insuffisance cardiaque, il s'effondre avant d'atteindre la station, et l'hôpital où il est conduit ne peut que constater son décès. Ses cendres sont inhumées sous l'autel d'une chapelle latérale de la cathédrale de Cantorbéry dédiée à Étienne le Martyr.